# Notocrypta paralysos
Notocrypta paralysos is een vlinder uit de familie van de dikkopjes (Hesperiidae). De wetenschappelijke naam van de soort is voor het eerst geldig gepubliceerd in 1881 door Wood-Mason & de Nicéville.